# جون ثاير
جون ثاير (بالإنجليزية: John Thayer)‏ هو قسيس أمريكي، ولد في 1755 في بوسطن في الولايات المتحدة، وتوفي في 1815 في ليمريك في جمهورية أيرلندا.